# تیم ملی فوتبال زیر ۲۳ سال چین تایپه
تیم ملی فوتبال زیر ۲۳ سال تایوان (به انگلیسی: Chinese Taipei national under-23 football team) تیم فوتبال جوانان کشور تایوان است و زیر نظر فدراسیون فوتبال چین تایپه فعالیت می‌کند. این تیم نمایندهٔ تایوان در بازی‌های المپیک و بازی‌های آسیایی است.